# Naples Manor
Naples Manor és una concentració de població designada pel cens dels Estats Units a l'estat de Florida. Segons el cens del 2000 tenia 5.186 habitants.

## Demografia
Segons el cens del 2000, Naples Manor tenia 5.186 habitants, 1.140 habitatges, i 1.016 famílies. La densitat de població era de 2.901,9 habitants/km².
Dels 1.140 habitatges en un 55,7% hi vivien nens de menys de 18 anys, en un 66,1% hi vivien parelles casades, en un 12,5% dones solteres, i en un 10,8% no eren unitats familiars. En el 5,8% dels habitatges hi vivien persones soles l'1,3% de les quals corresponia a persones de 65 anys o més que vivien soles. El nombre mitjà de persones vivint en cada habitatge era de 4,55 i el nombre mitjà de persones que vivien en cada família era de 4,3.
Per edats la població es repartia de la següent manera: un 33,7% tenia menys de 18 anys, un 15,5% entre 18 i 24, un 33,9% entre 25 i 44, un 13,2% de 45 a 60 i un 3,7% 65 anys o més.
L'edat mediana era de 25 anys. Per cada 100 dones de 18 o més anys hi havia 140,5 homes.
La renda mediana per habitatge era de 41.338 $ i la renda mediana per família de 37.065 $. Els homes tenien una renda mediana de 20.434 $ mentre que les dones 19.434 $. La renda per capita de la població era d'11.019 $. Entorn del 23,6% de les famílies i el 26,5% de la població estaven per davall del llindar de pobresa.

## Poblacions més properes
El següent diagrama mostra les poblacions més properes.